# Florence (acteur)
Pour les articles homonymes, voir Florence (homonymie) et Billot.
Nicolas-Joseph Billot de La Ferrière, dit Florence, est un acteur français né à Léry (Eure) le 4 mars 1749 et mort à Paris le 25 juin 1816.

## Biographie
Il commence sa carrière en 1771 au Théâtre de la Monnaie à Bruxelles, et passe à Versailles en 1777, dans la troupe de Mme Montansier. Cette même année, il débute sous l'anonyme à la Comédie-Française mais n'y est reçu qu'après un second début le 7 mai 1778.
Admis sociétaire en avril 1779, il se dévoue durant 25 ans aux intérêts de la Comédie-Française, faisant oublier son peu de talent. Emprisonné avec plusieurs de ses camarades pendant la Terreur, il doit son salut à La Bussière.
Retraité en 1804, il meurt à Paris en 1816, rue Traversière.

## Carrière à la Comédie-Française
- 1778 : Les Barmécides de Jean-François de La Harpe : un officier
- 1778 : Œdipe chez Admète de Jean-François Ducis : Arcas
- 1778 : Eugénie de Beaumarchais : Sir Charles
- 1778 : Iphigénie de Jean Racine : Eurybate
- 1778 : Le Misanthrope de Molière : Clitandre
- 1778 : Tartuffe de Molière : l'exempt
- 1779 : Agathocle de Voltaire : Elpénor
- 1779 : Pierre le Grand de Claude-Joseph Dorat : Azoff
- 1779 : Athalie de Jean Racine : Ismaël et un lévite
- 1779 : Bajazet de Jean Racine : Osmin
- 1780 : La Réduction de Paris de Desfontaines-Lavallée : le jeune duc de Guise
- 1780 : Les Héros français de Louis d'Ussieux : Pelletier
- 1780 : Nadir ou Thamas Kouli-khan de Paul-Ulric Dubuisson : Sélim
- 1780 : Mithridate de Jean Racine : Arcas
- 1781 : Jeanne Ire, reine de Naples de Jean-François de La Harpe : Procide
- 1781 : La Discipline militaire du Nord d'Adrien-Chrétien Friedel : Villefort
- 1781 : Le Rendez-vous du mari de Pierre-Nicolas André de Murville : Trasimon
- 1781 : Richard III de Barnabé Farmian Durosoy : Catesby
- 1781 : Andromaque de Jean Racine : Pylade
- 1781 : Nicomède de Pierre Corneille : Araspe
- 1781 : Le Mariage forcé de Molière : Lycaste
- 1782 : Agis de Joseph-François Laignelot : un éphore
- 1782 : Bérénice de Jean Racine : Paulin (14 fois de 1782 à 1790)
- 1782 : Henriette ou la Fille déserteur de Mademoiselle Raucourt : Vals
- 1782 : Tibère et Sérénus de Nicolas Fallet : Cimmber
- 1782 : Phèdre de Jean Racine : Théramène
- 1783 : Le Roi Lear de Jean-François Ducis d'après William Shakespeare : Lehon
- 1783 : Le Séducteur de François-Georges Mareschal de Bièvre : Damis
- 1783 : Les Brames de Jean-François de La Harpe : Arsès
- 1783 : Les Deux Amis ou le Négociant de Lyon de Beaumarchais : Saint Alban
- 1783 : Philoctète de Jean-François de La Harpe d'après Sophocle : un Grec
- 1783 : Le Misanthrope de Molière : Oronte
- 1784 : Le Mariage de Figaro de Beaumarchais : Pédrille
- 1784 : Corneille aux Champs-Élysées de Honoré Jean Riouffe
- 1784 : Macbeth de Jean-François Ducis d'après William Shakespeare : Angus
- 1784 : Coriolan de Jean-François de La Harpe : Aufide
- 1785 : Abdir d'Edme-Louis Billardon de Sauvigny : un officier
- 1785 : Albert et Émilie de Paul-Ulric Dubuisson : Covald
- 1785 : Céramis d'Antoine-Marin Lemierre : Phanès
- 1785 : Roxelane et Mustapha de Jean-Baptiste Simonnet de Maisonneuve : Acmet
- 1786 : Le Mariage secret de Jean-Louis Brousse-Desfaucherets : Permaville
- 1787 : Antigone de Doigny du Ponceau : un Thébain
- 1787 : La Maison de Molière ou la Journée de Tartuffe de Louis-Sébastien Mercier imité de Carlo Goldoni : le comte
- 1787 : Athalie de Jean Racine : Asarias
- 1788 : Alphée et Zarine de Nicolas Fallet, Comédie-Française, théâtre de l'Odéon : Dorset
- 1788 : Le Faux noble de Michel Paul Guy de Chabanon : Stémate
- 1788 : Les Réputations de François-Georges Mareschal de Bièvre : Valère
- 1788 : Odmar et Zulna de Louis Jean Baptiste de Maisonneuve : un Américain
- 1788 : Iphigénie de Jean Racine : Arcas
- 1788 : Le Barbier de Séville de Beaumarchais : l'alcade
- 1789 : Astyanax de Richerolle d'Avallon : Phinéas
- 1789 : Zamore et Mirza ou l'Esclavage des Noirs d'Olympe de Gouges : l'Indien
- 1789 : Marie de Brabant, reine de France de Barthélemy Imbert : le capitaine
- 1789 : Raymond V, comte de Toulouse de Michel-Jean Sedaine : machiniste
- 1790 : L'Avare de Molière : Valère[1]
- 1790 : Barnevelt d'Antoine-Marin Lemierre : un officier
- 1790 : Le Comte de Comminges de François-Thomas-Marie de Baculard d'Arnaud : un religieux
- 1790 : Le Journaliste des ombres de Joseph Aude : Rhadamante
- 1790 : Le Tombeau de Desilles de Desfontaines-Lavallée : Victor
- 1791 : La Liberté conquise de Harny de Guerville : Antoine
- 1791 : Les Victimes cloitrées de Jacques-Marie Boutet de Monvel : M. de Saint-Alban
- 1791 : Dorval ou le Fou par amour de Joseph-Alexandre de Ségur : le médecin
- 1791 : Marius à Minturnes d'Antoine-Vincent Arnault : Céthégus
- 1791 : Rienzi de Joseph-François Laignelot : le chef des soldats
- 1791 : Washington ou la Liberté du Nouveau-Monde d'Edme-Louis Billardon de Sauvigny : l'ambassadeur
- 1791 : Virginie de Doigny du Ponceau : Druillius
- 1799 : Blanche et Montcassin d'Antoine-Vincent Arnault : Donato
- 1799 : Épicharis et Néron de Gabriel-Marie Legouvé : Tigellin
- 1799 : Étéocle et Polynice de Gabriel-Marie Legouvé : Hémon
- 1799 : Tartuffe de Molière : Cléante
- 1800 : Camille ou Amitié et imprudence de Madame Pipelet : un convive
- 1800 : Orphis de Népomucène Lemercier : Nettros
- 1800 : Thésée de Claude Frédéric Henri Mazoier : Théramène
- 1800 : Pinto ou la Journée d'une conspiration de Népomucène Lemercier : Francisque
- 1800 : Andromaque de Jean Racine : Pylade
- 1801 : Alhamar de François-Joseph Depuntis : Don Alvare
- 1801 : L'Aimable vieillard d'Étienne Guillaume François de Favières et Auguste Creuzé de Lesser : le garde
- 1802 : Le Roi et le laboureur d'Antoine-Vincent Arnault : Alonze
- 1804 : Guillaume le Conquérant d'Alexandre Duval : premier officier d'artillerie

## Source
- Base documentaire La Grange sur le de la Comédie-Française (pièces et rôles joués)